# Eduard Hagenbach-Bischoff
Eduard Hagenbach-Bischoff (Basilea, 20 febbraio 1833 – Basilea, 23 dicembre 1910) è stato un fisico svizzero.

## Biografia
Era il figlio del teologo Karl Rudolf Hagenbach, studiò fisica e matematica a Basilea (con Rudolf Merian), Berlino (con Heinrich Wilhelm Dove e Heinrich Gustav Magnus), Ginevra, Parigi (con Jules Célestin Jamin) e ottenne il suo dottorato di ricerca nel 1855 a Basilea. Insegnò presso la Gewerbeschule (scuola professionale) a Basilea e fu solo dopo la sua abilitazione, che insegnò matematica presso l'Università di Basilea, per un anno. Dal 1863 al 1906 fu professore ordinario di fisica a Basilea (successore di Gustav Heinrich Wiedemann). Nel 1874 divenne direttore dell'Istituto di fisica presso il Bernoullianum di Basilea, e 1874-1879 fu presidente dell'Accademia svizzera di scienze naturali.
Hagenbach-Bischoff fu coinvolto nella divulgazione scientifica, e al "Bernoullianum" tenne più di 100 conferenze divulgative, come quella nel 1896 sui raggi X.